# Clare (Australia)
Clare – miasto w Australii, w stanie Australia Południowa.